# 야나기사와 고타
야나기사와 고타(일본어: 柳澤 宏太, 1982년 4월 8일 ~ )는 일본의 전 축구 선수이다.

## 구단 경력
과거 더스파 구사쓰, 알로스 호쿠리쿠에서 활동하였다.